# Féroïens
Les Féroïens, en féroïen føroyingar, sont un groupe ethnique natif des Îles Féroé. Les Féroïens sont issus d'un métissage entre les Scandinaves et les Gaels. Environ 21 000 Féroïens sont installés dans les pays voisins, en particulier au Danemark, en Islande et en Norvège.
La grande majorité des Féroïens sont des citoyens du Danemark, dont les Îles Féroé sont une nation constitutive. Le féroïen est une langue germanique septentrionale très proche de l'islandais.

## Origine
Les premiers colons connus étaient des ermites gaéliques et des moines arrivés au VIe siècle.
À partir du IXe siècle, les Gall Gàidheal sont venus et ont introduit la langue et la culture nordique dans les îles. On sait peu de choses sur cette période, laissant ainsi la place à la spéculation. Une source unique mentionne une colonisation précoce, la Saga des Féroïens. Il a été écrit vers 1200 et explique les événements survenus environ 300 ans auparavant. Selon la saga, de nombreux habitants du nord se sont opposés à la politique d'unification du roi de Norvège et se sont donc enfuis dans d'autres pays, y compris dans les nouveaux lieux découverts à l'ouest.

## Génétique
Des analyses ADN récentes ont révélé que les chromosomes Y, retraçant la descendance masculine, sont à 87 % d'origine scandinaves. Les études montrent que l'ADN mitochondrial, traçant la descendance féminine, sont à 84 % d'origine celtes.